# Летняны (станция метро)
Летняны (чеш. Letňany) — 57-я станция пражского метрополитена. Конечная на линии С. Расположена за станцией Просек. Открыта 8 мая 2008 года в составе участка Ладви - Летняны.

## Расположение
Станция находится под улицами Листова и Беладова. Открыта 8 мая 2008 года.